# باربيكان (محطة مترو أنفاق لندن)

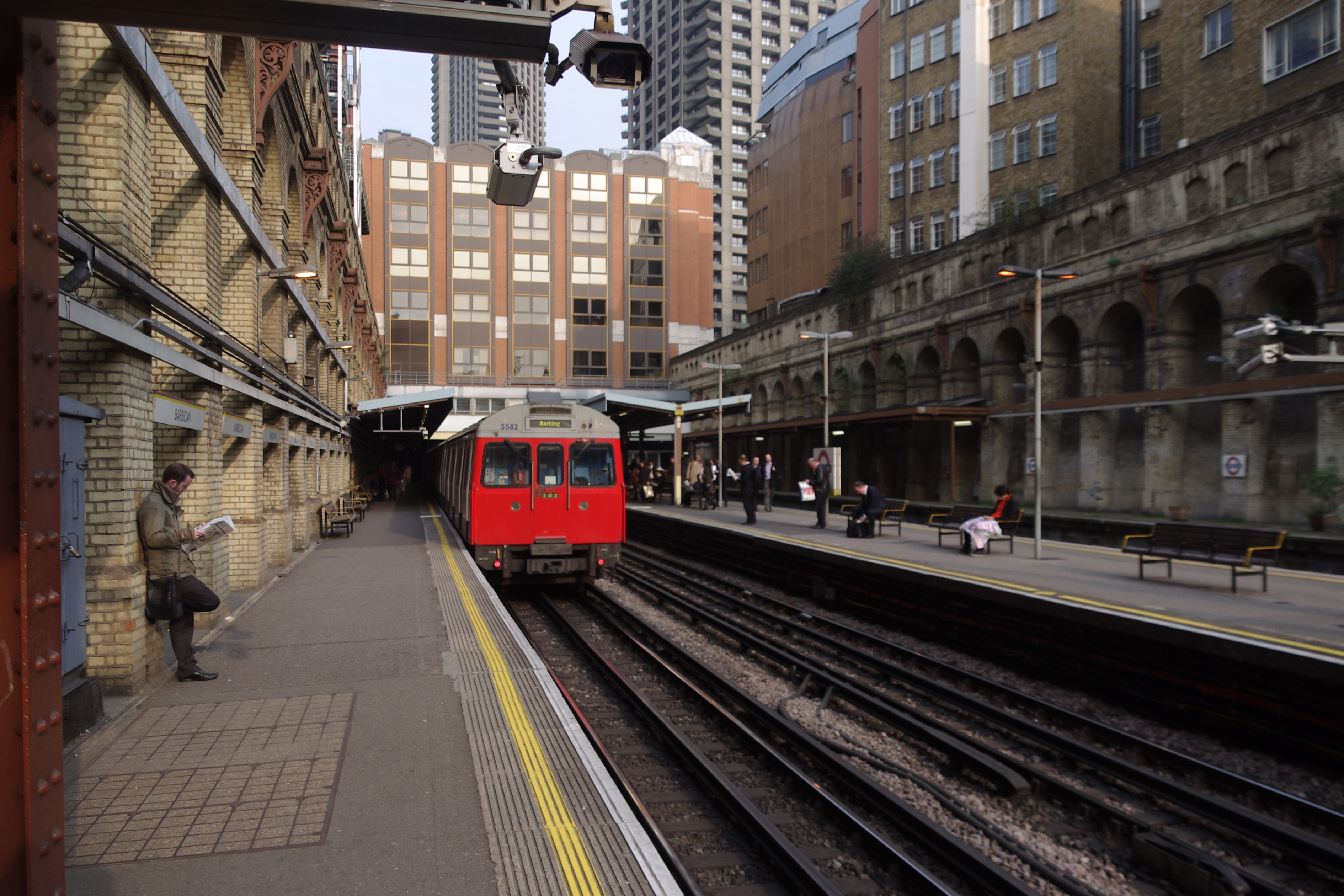
صورة : محطة مترو الأنفاق باربيكان في لندن.

باربيكان (بالإنجليزية: Barbican) هي إحدى محطات مترو أنفاق لندن. تقع على خط ميتروبوليتان وخط سيركيل|سيركيل وخط هامرسميث وسيتي هامرسميث .
أفتتحت في المنطقة (Zone) رقم منطقة مترو أنفاق لندن 1|1 أفتتحت في 23 ديسمبر 1865، 1 مارس 1866.